# Megaskamma improvisa
Megaskamma improvisa är en mångfotingart som beskrevs av Carl Graf Attems 1934. Megaskamma improvisa ingår i släktet Megaskamma och familjen Spirostreptidae. Inga underarter finns listade i Catalogue of Life.